# 亚历山大·马尔科维奇·波利亚科夫
亚历山大·马尔科维奇·波利亚科夫（俄语：Александр Маркович Поляков，1945年9月27日—），其姓氏也常译作泊里雅科夫，是苏联犹太裔理论物理学家，曾长期任职于莫斯科的郎道理论物理研究所。他对物理问题具有无以伦比的洞察力，在非阿贝耳规范场论中的经典解（磁单极解和瞬子解），二维共形场论，弦理论（泊里雅科夫作用量），AdS/CFT对偶等方面都做出了开创性的工作。他是1986年狄拉克奖章的获得者。现在任教于普林斯顿大学物理系。
2012年，因「對於場理論與弦理論給出眾多發現」，波利亚科夫榮獲2013年基礎物理學突破獎。

## 参阅
- 泊里雅科夫作用量
- 特·胡夫特-泊里雅科夫磁单极（英语：'t Hooft–Polyakov monopole）
- 瞬子

## 著作
- ISBN 3-7186-0393-4